# حضارة ستارتشيفو
حضارة ستارتشيفو (بالإنجليزية: Starčevo culture)‏ هي حضارة أثرية في جنوب شرق أوروبا، تعود إلى حقبة العصر الحجري الحديث بين حوالي 6200 و4500 قبل الميلاد.